# Жилінський Сергій Миколайович
Сергій Миколайович Жилінський (Фезі) (1885 — 1933) — радянський діяч, голова виконавчого комітету Челябінської окружної ради. Член ВУЦВК.

## Життєпис
Член РСДРП з 1904 року.
Вів нелегальну революційну діяльність.
З лютого 1917 по 1918 рік — член ЦК Російської соціал-демократичної робітничої партії революційних інтернаціоналістів, відповідальний редактор газети «Освобождение труда».
Потім — член колегії Народного комісаріату праці Української СРР, на відповідальній роботі в Київському губернському комітеті КП(б)У. У 1920 році обирався членом Київського губернського комітету КП(б)У.
До липня 1922 року — член колегії Народного комісаріату юстиції Української СРР.
З липня 1922 року — на відповідальній роботі в Харківському губернському комітеті КП(б)У.
У лютому — жовтні 1926 року — голова виконавчого комітету Челябінської окружної ради.
Потім — член Президії Держплану РРФСР.
Помер у 1933 році.